# オーレ!アビスパ
オーレ!アビスパは、RKBラジオで放送されていたアビスパ福岡の応援番組である。
パーソナリティは、櫻井浩二、田中友英、石田一洋。（いずれもRKBアナウンサーで、パーソナリティは毎回変わる。）

ちなみに、この番組のプロデューサーは、富永倫子（RKBアナウンサー）である。

## 放送時間
- 土曜日：6:00～6:20(JST)

### 過去の放送時間
- 日曜日：7:50～8:00(JST)

## 番組内容
アビスパ福岡の試合の日に、サポーター相手にインタビューをしたり、アビスパ福岡に関しての情報を伝える。

また、リスナーからの応援メールを読まれることがある。